# 조지 머독 (배우)
조지 머독(George Murdock, 1930년 6월 25일 ~ 2012년 4월 30일)은 미국의 배우이다.
설라이나에서 태어났으며 버뱅크에서 사망하였다. 사인은 백혈병이다.

## 출연 작품
- 맨 인 더 체어 (2007년) - 리차드 역
- 루니 툰 - 백 인 액션 (2003년)
- 거미줄 (2002년)
- 패밀리 트리 (1999년)
- 피닉스 (1998년)
- X 파일 - 미래와의 전쟁 (1998년)
- 스콜피오 원 (1997년)
- 핫라인 (1996년)
- 크로스컷 (1996, Crosscut)
- 핵주먹 타이슨 (1995년)
- 대통령의 연인 (1995년)
- 회로맨 2 (1994년)
- 파이어파워 (1993년)
- 복수의 동행자 (1993년)
- 최종 분석 (1992년) - 코스텔로 판사 역
- 타임스케이프 (1992년)
- 카멜레온 (1989년)
- 스타 트랙 5 - 최후의 결전 (1989년)
- 스타 트렉 - 넥스트 제너레이션 TV 시리즈 (1987년)
- 써튼 퓨리 (1985년)
- 결혼의 위기 (1982년)
- 스워드 (1982년)
- 배드 캣츠 (1980년)
- 배틀스타 갤럭티카 2 (1978년)
- 위스키 대소동 (1977년)
- 파괴자 (1977년)
- 토마신 & 부시로드 (1974년) - 보가디 역
- 여형사 페페 (1974년)
- 행업 (1974년)
- 대지진 (1974년)
- 맥 (1973년)
- 심야의 화랑 (1969년)
- 비밀지령 (1968년)
- 건 (1967년)
- 벤 케이시 (1961년)
- 추격 (1959년)

### 텔레비전
- 보난자 (1965-70)
- FBI (1965-74)
- 딜론 보안관 (1967-74)
- 아이언사이드 (1968-74)
- 수사관 맥클라우드 (1972-74)
- 샌프란시스코 수사반 (1974-77)
- 배틀스타 갈락티카 (1978-79)
- 저징 에이미 (2000-02)